# Energetski stroj
Energétski stròji so stroji, v katerih se pridobiva ali porablja mehansko delo, medtem ko se v energetskih napravah energija prenaša, največkrat v obliki toplote, pri tem ni nobenega dovoda ali odvoda mehanskega dela. Energetski stroji imajo trajno gibajoče se dele, naprave takih delov nimajo. Energetske naprave se med seboj razlikujejo po načinu prenosa energije, po konstrukciji in po termodinamičnih ter snovnih značilnostih delovne snovi; značilne energetske naprave so na primer: prenosnik toplote, hladilni stolp, parni kotel.
Energetski stroji se delijo po načinu delovanja na prostorninske (izrivne) in turbinske (pretočne) stroje, po namenu na pogonske (gonilne) in delovne (gnane) stroje in glede na stisljivost delovne snovi na aerohidravlične in toplotne stroje.

## Razdelitev energetskih strojev
| vrsta stroja             | vrsta stroja          | prostorninski (izrivni) stroj         | turbinski (pretočni) stroj                      |
| delovni (gnani) stroj    | aerohidravlični stroj | črpalka                               | črpalka propeler ventilator                     |
| delovni (gnani) stroj    | toplotni stroj        | kompresor                             | kompresor                                       |
| pogonski (gonilni) stroj | aerohidravlični stroj |                                       | vodna turbina vetrnica                          |
| pogonski (gonilni) stroj | toplotni stroj        | motor z notranjim zgorev. parni stroj | plinska turbina letalski potisnik parna turbina |

Za prostorninski (izrivni) stroj je značilen prostor, ki je napolnjen z delovno snovjo in katerega prostornina se periodično spreminja: tlak izmenoma narašča in pada, med obema operacijama obstaja sesanje in izrivanje delovne snovi. Značilna količina je torej spreminjajoč se delovni prostor, ki je posledica premikanja bata, vrtenja ekscentrično nameščenega rotorja ali nihanja opne. Gibajoči se del prostorninskega stroja izpodriva delovno snov in opisuje premo, rotirajoče ali nihajoče gibanje. Pretvorba v mehansko delo se zgodi vedno preko tlačne energije, ki je posledica razlike tlakov med delovnim prostorom in okolico, pri tem je pospešek delovne snovi zanemarljiv. Ti stroji so glede na kinematiko delovanja razdeljeni na tri velike skupine.
Prostorninski batni stroji so najpomembnejši. Zaradi svoje široke uporabe so dali ime celotni družini strojev: pogosto se namreč uporablja izraz »batni stroji« za vse vrste prostorninskih strojev. Najvažnejši predstavniki so: batna črpalka, batni kompresor, batni motor z notranjim zgorevanjem, batni parni stroj.
Drugo skupino tvorijo prostorninski rotacijski stroji. Vidnejši predstavniki: zobniška in krilna črpalka, zobniški in krilni kompresor, rotacijski motor z notranjim zgorevanjem Wankel.
V tretjo skupino spadajo prostorninski membranski stroji. Nekateri predstavniki: membranska črpalka, membranski kompresor.
Za turbinski (pretočni) stroj je značilen kolut, ki je nasajen na gred in ki ima na obodu pritrjene posebno oblikovane lopatice: te se stalno vrtijo v toku delovne snovi. Kinetična energija, ki nastane zaradi razlike hitrosti delovne snovi od začetka do konca lopatice, se spremeni v mehansko delo.
Poleg vsaj enega lopatičnega koluta, rotorja, ima skoraj vsak turbinski stroj še stator: to so mirujoče lopatice, ki so pritrjene na okrov stroja in skrbijo, da ima delovna snov predvideno smer in hitrost. Rotor in stator tvorita skupaj turbinsko stopnjo. Pogosto so turbinski stroji sestavljeni iz več zaporednih stopenj.
Delovna snov doteka v stroj v aksialni, radialni in tangencialni (obodni) smeri. Če je za delovanje prostorninskega stroja značilen spreminjajoč se delovni prostor, potem je za delovanje turbinskega stroja značilna sprememba hitrosti delovne snovi pri prehodu skozi vence turbinskih lopatic.
Pogonski (gonilni) stroj je tisti energetski stroj, v katerem se primarna energija, na primer: notranja energija goriva, jedrska energija, potencialna energija vode, kinetična energija vetra, sevalna energija sonca, spreminja v mehansko delo.
Pri pogonskem stroju vstopa delovna snov v stroj v splošnem z veliko notranjo, tlačno in kinetično energijo. V statorskih lopaticah se dogaja prva sprememba: zaradi zmanjšanja pretočnega prereza se zmanjšata notranja in tlačna energija, poveča pa se kinetična. Druga preobrazba se dogaja v rotorju: delovna snov zaradi velike hitrosti močno pritiska na zakrivljene lopatice in ustvarja silo na obodu, kinetična energija se spremeni v mehansko delo, ki se kot navor prenaša na gred stroja.
Delovni (gnani) stroj koristno energijo porabljajo; navadno jih žene neki pogonski stroj, na primer motor z notranjim zgorevanjem, elektromotor.
Koristno energijo se dovaja na gred stroja zelo pogosto v obliki električne energije in od tod se mehansko delo prenaša preko rotorskih lopatic na delovno snov. Vrteče se lopatice pospešujejo delovno snov in povečujejo njeno notranjo, tlačno in kinetično energijo. Druga preobrazba se dogaja v statorskih lopaticah: kinetična energija delovne snovi se zaradi povečanja pretočnega prereza spremeni v tlačno in notranjo. Delovni stroj je načelno nasprotno delujoč pogonski stroj.
Za aerohidravlični stroj velja, da je delovna snov nestisljiva, spremembe energije pa se dogajajo pri temperaturi okolice.
Pri toplotnem stroju je treba upoštevati stisljivost, ki je včasih povezana s spremembo agregatnega stanja, prav tako se v procesu spreminja temperatura delovne snovi.

## Uporabnost različnih oblik energije
Da se doseže obliko energije, ki je praktično uporabna, je potrebnih več pretvorb, ki se navadno izvršijo v energetskih strojih in napravah, pri tem so se za pomembnejše oblike energije uveljavile naslednje formulacije.
Primarna energija je energija primarnih nosilcev energije; ti nosilci so bili pridobljeni z izkoriščanjem naravnih energetskih virov in niso izpostavljeni še nobeni tehnični spremembi. Zgledi: premog, naravni uran (iz rudnika), drva (iz gozda), surova nafta, zemeljski plin (iz vrtine), energija sončno sončnega sevanja, potencialna energija vode, kinetična energija vetra.
Sekundarna energija je energija, ki je na voljo iz primarne energije na mestu spremembe. Zgledi: mehansko delo na osi mlinskega kolesa, električna energija na pragu termoelektrarne ali hidroelektrarne, toplota (para, vroča voda) na pragu kotlarne, stisnjen zrak v kompresorski postaji, nadalje koks, trgovski premog, motorna goriva, zemeljski plin, nasekana drva v trgovini.
Končna energija je tista, ki je na voljo porabniku na mestu uporabe še pred zadnjo tehnično pretvorbo; navadno gre za sekundarno energijo, lahko pa tudi za primarno, na primer premog ali zemeljski plin za kurjavo. Zgledi: daljinska toplota (vroča voda) za radiator, električna energija za elektromotor, za žarnico, za radio, stisnjen zrak pri stroju.
Koristna energija je tisti del končne energije, ki koristi porabniku in je cilj njegove uporabe: za mehansko delo, za toploto, za svetlobo, za zvok. Primeri: toplota iz radiatorja, mehansko delo motorja, svetloba iz žarnice, zvok iz radia.
Najuporabnejša oblika energije je električna energija, ki jo je mogoče zelo preprosto transportirati in z odličnim izkoristkom spreminjati v vse druge oblike energije, med drugim tudi v mehansko delo, toploto, svetlobo in zvok. To so pa oblike energije, ki so potrebne za vsakdanje življenje.